# Летни дефлимпикс игри 2013
XXII летни дефлимпикс игри се провеждат от 26 юли до 4 август 2013 г. в София, България.